# يان إيجل بريكي
يان إيجل بريكي (بالنرويجية البوكمول: Jan Egil Brekke)‏ هو لاعب كرة قدم نرويجي، ولد في 14 يونيو 1974 في كاراشوك في النرويج. لعب مع ترومسو إيدريتسلاغ ونادي بودو/غليمت.

## وصلات خارجية
- يان إيجل بريكي على موقع اتحاد النرويج (النرويجية)
- يان إيجل بريكي على موقع قاعدة بيانات كرة القدم.إي يو (الإنجليزية)
- يان إيجل بريكي على موقع ناشيونال فوتبول تيمز (الإنجليزية)